# Berbérati Open Ground
Berbérati Open Ground – to wielofunkcyjny stadion w Berbérati, w Republice Środkowoafrykańskiej. Jest obecnie używany głównie dla meczów piłki nożnej oraz zawodów lekkoatletycznych.